# Chiesa di San Martino (Duno)
La chiesa di San Martino è un edificio religioso situato nel comune di Duno e ubicato sulla sommità dell'omonimo monte.

## Storia
Le origini della chiesa risalgono al Duecento. Nel 1603 la chiesa passò da proprietà dei Beni del Priorato di San Martino a orfanotrofio maschile di San Pietro in Gessate. Nel 1788 divenne proprietà privata e, durante la Grande Guerra, fece parte di una zona fortificata della linea Cadorna. Durante il secondo conflitto mondiale la chiesa fu rasa al suolo da bombardamenti nazisti e fu fedelmente ricostruita solo nel 1958.

## Descrizione
La chiesa, in origine romanica, si estende latitudinalmente sul monte San Martino a quota 1087. La facciata a capanna presenta un paramento in pietra sbozzata e un unico portale con ghiera a tutto sesto. I muri laterali, scanditi da contrafforti aggettanti, possiedono discontinue finestre ad arco a tutto sesto inquadrate in una cornice rettangolare col lato superiore dotato di un'archeggiatura a sesto ribassato.  La muratura sinistra è contaminata da un piccolo manufatto con una finestra inferriata mentre la parte terminale, priva di abside, si chiude con un muro rivestito d'intonaco e con, a sinistra, un campanile a vela a spiovente unilaterale.
L'interno, di cui è difficile individuare una precisa corrente artistica, è a navata unica. Le murature laterali della navata (scevra di decorazioni) sono tripartite da paraste polistilo dotate di abachi sui quali sono impostati archi a tutto sesto che dividono la copertura in tre campate. Il presbiterio, più adornato, presenta sul muro terminale un dipinto arcuato.